# The Bolted Door (film 1911)
The Bolted Door è un cortometraggio muto del 1911, prodotto dalla Kalem Company e interpretato da Alice Joyce. Uscì nelle sale il 4 gennaio 1911.

## Trama
Elsa e Jack sono entrambi poveri. Innamorato della ragazza, Jack - per poterla sposare - parte in cerca di fortuna. Rivede la sorella che, sposata, è madre di una bambina, Edith. Il tempo passa, ma Jack non ritorna ancora a casa. Edith, stanca di aspettarlo, accetta di sposare il suo capo. Jack, dopo la morte della sorella, si prende cura della piccola Edith che, con la sua presenza, addolcisce il dolore del giovane per l'abbandono di Elsa. Passano alcuni anni. Un giorno, Elsa e Jack si incontrano, ospiti dello stesso albergo. L'amore tra i due sembra riaccendersi: il matrimonio di Elsa non è stato felice e la donna vorrebbe riallacciare i rapporti con l'ex fidanzato. Jack, però, rifiuta di tornare al passato, non potendo dimenticare che lei ha preferito il denaro all'amore, sposando un uomo ricco senza amarlo.

## Produzione
Il film fu prodotto nel 1910 dalla Kalem Company.

## Distribuzione
Distribuito dalla General Film Company, il film - un cortometraggio in una bobina - uscì nelle sale statunitensi il 4 gennaio 1911.